# Charlie Shrem
Charles Shrem, más conocido como Charlie (n. Brooklyn, Nueva York, Estados Unidos, 25 de noviembre de 1989) es un empresario estadounidense y defensor del bitcoin. Es cofundador de BitInstant y miembro fundador de la Fundación Bitcoin, de la cual fue vicepresidente. En diciembre de 2014 fue condenado a dos años de prisión por facilitar una operación de lavado de dinero y transferencias de dinero no declaradas a través de Silk Road. Fue liberado de prisión alrededor de junio de 2016.

## Primeros años y educación
Nació en Brooklyn (Estado de Nueva York), el 25 de noviembre de 1989, lugar donde pasó su infancia y adolescencia. Completó sus estudios secundarios en el colegio Yeshivah of Flatbush y se graduó en la carrera de Licenciatura en Ciencias en Economía y Finanzas en el College de Brooklyn en 2012. Es de origen judeo-sirio.

## Carrera profesional
Mientras aun estaba en el colegio secundario, Shrem tuvo su propio negocio de arreglo de impresoras y computadoras, llamado Epiphany Design and Production. En 2009, mientras asistía al College de Brooklyn, creó un sitio web de ofertas diarias llamado Daily Checkout, que vendía productos usados reacondicionados. Daily Checkout fue adquirido por BlueSwitch en 2012.

### BitInstant
Comenzó a invertir en bitcoin en 2011, cuando era estudiante universitario. Poco después, el servicio en línea que usaba cayó y perdió su inversión. Durante ese tiempo conoció a Gareth Nelson, un operador con el que compartía sus frustraciones debido al tiempo que se demoraba en comprar y vender bitcoin en sitios de intercambio. Teniendo esto en cuenta, Shrem y Nelson fundaron BitInstant en 2011, una plataforma que pretendía ser más amigable para el usuario y que cobraba una tarifa por comprar y vender bitcoin, proporcionando crédito temporal para acelerar las transacciones.
Inicialmente, BitInstant fue un proyecto secundario, aunque comenzó a crecer muy pronto. Su primera inversión la recibió de la madre de Shrem, quien le prestó USD 10 000. Poco después recibió USD 125 000 del inversor ángel Roger Ver y, en 2012, USD 1,5 millones de un grupo de inversores liderados por Winklevoss Capital Management. En 2013, BitInstant procesaba aproximadamente el 30% de todas las transacciones de bitcoin. La plataforma funcionó desde septiembre de 2011 hasta julio de 2013.

### Intellisys Capital
El 22 de noviembre de 2016, Shrem anunció la creación de una nueva compañía, Intellisys Capital, de la cual sería director de tecnología, siendo su socio Jason Granger el director general. La nueva compañía administraría un fondo de inversiones que negociaría acciones representadas a través tokens de criptomoneda emitidos en ethereum. Intellisys Capital se reservaría el 70% del fondo, siendo el otro 30% para sus inversores. Las adquisiciones serían dirigidas por Shrem y Granger, invertiendo en compañías con tecnología de cadena de bloques y los dividendos serían pagados en ethereum. El fondo propuesto se disolvió en marzo de 2017.

### Jaxx
En mayo de 2017 se unió a Jaxx como su director de negocios y desarrollo comunitario. Jaxx es una cartera digital de criptomoneda multiplataforma desarrollado por Decentral que facilita a los usuarios la gestión de sus activos digitales.

### Otros emprendimientos
Shrem es copropietario de Manhattan bar EVR, que se inauguró en 2013 y, en abril de ese año, se convirtió en el primer bar de Nueva York en aceptar bitcoin como forma de pago. En 2017 se involucró en la criptomoneda Dash, proponiendo la creación de una tarjeta de débito que podría cargarse con Dash coins. La tarjeta de débito Dash planificada por Shrem sería la primera de su tipo en Estados Unidos.

## Bitcoin
En 2013 participó de una conferencia sobre el bitcoin que se llevó a cabo en San José (California), en la cual habló sobre los desafíos que enfrentan las empresas relacionadas con esta tecnología y la necesidad de que cumplan con las regulaciones, así como los desafíos de explicar adecuadamente el valor y el potencial del bitcoin. A su vez, se describe a sí mismo como un «purista del bitcoin», que cree que es una tecnología que ayudará al mundo permitiendo a los ciudadanos proteger su dinero sin bancos ni otras instituciones financieras tradicionales. Es miembro de la junta directiva fundadora de la Fundación Bitcoin, fundada en 2012 con la misión de estandarizar y promover el bitcoin. De la cual fue vicepresidente, cargo al que renunció después de su arresto el 26 de enero de 2014. Habló en eventos de la industria bitcoin, trabajó como un consultor de desarrollo de negocios para el inicio de pagos Payza y aconsejó a dos hoteles de Brooklyn de la cadena Holiday Inn sobre cómo prepararse para aceptar el pago en bitcoin.

## Problemas legales
Al regresar a Nueva York de una convención de comercio electrónico en Ámsterdam, el 26 de enero de 2014, Shrem fue detenido en el Aeropuerto Internacional John F. Kennedy. La fiscalía alegó que Shrem y Robert Faiella conspiraron para lavar un millón de dólares en bitcoin y que ayudaron a usuarios de Silk Road a hacer compras ilegales de forma anónima. Shrem también fue acusado de no informar actividad bancaria sospechosa y operar un negocio ilegal de transferencias de dinero.
Fue liberado bajo fianza el 28 de enero de 2014, con la condición de que se sometiera a monitoreo electrónico y viviera con sus padres en su casa de Marine Park, en Brooklyn. Para la fianza, su familia registró casi un millón de dólares en propiedades. El 5 de marzo de 2014, participó desde su domicilio vía Skype en una conferencia sobre el bitcoin en Austin (Texas). Se defendió diciendo que no realizó transacciones ilegales y que cree que los fiscales lo persiguen por temor a que el bitcoin pueda cambiar el poder económico. En mayo se le permitió salir de su casa, siempre utilizando un dispositivo de monitoreo GPS y restringido a la ciudad de Nueva York.
Fue acusado formalmente el 10 de abril de 2014 de «operar un negocio de transmisión de dinero sin licencia, ser partícipe en una operación de lavado de dinero y no presentar informes de actividades sospechosas ante las autoridades bancarias». El 4 de septiembre de 2014 se declaró culpable a cambio de una reducción de la pena. El 19 de diciembre de 2014, fue declarado culpable y condenado a pasar dos años en prisión y pagar una multa de USD 950 000. Se entregó a las autoridades el 30 de marzo de 2015 y posteriormente ingresó en el campo de prisioneros federales de Lewisburg en Pensilvania. Fue liberado a mediados de junio de 2016.

## Vida personal
Shrem y su prometida, Courtney Warner, se mudaron a Sarasota (Florida) en 2017.

## En los medios
Shrem aparece en The Rise and Rise of Bitcoin, un documental dirigido por Nicholas Mross que explora los orígenes y el desarrollo del bitcoin, el cual se estrenó en la edición de 2014 del Festival de cine de Tribeca. Shrem participó en el panel de debate que se realizó después de la proyección. También aparece en la película documental Banking on Bitcoin, que analiza cómo la tecnología del bitcoin moldeará las vidas de las personas, y en el libro de Nathaniel Popper, Digital Gold (2015, ISBN 9780062362506), que cubre el auge de bitcoin.